# Но Му Хён
Но Му Хён (кор. 노무현?, 盧武鉉?; 1 сентября 1946, Bongha Village, Кёнсан-Намдо — 23 мая 2009[…], Янсан, Кёнсан-Намдо) — южнокорейский государственный и политический деятель, 9-й президент Республики Корея с 25 февраля 2003 по 25 февраля 2008 года и Министр морского и рыбного хозяйства Республики Корея с 7 августа 2000 по 25 марта 2001 года.
12 марта 2004 года парламент страны объявил ему импичмент, однако 14 мая 2004 года Конституционный суд отменил это решение.

## Биография
Родился 1 сентября 1946 года в селении Понха города Кимхэ (провинция Кёнсан-Намдо) в семье бедного крестьянина. Учёба давалась ему легко, он был прилежным учеником. После школы его, как одаренного ученика приняли на бесплатное обучение в коммерческую школу Пусана, которую он окончил в 1966 году. В 1975 году сдал государственный экзамен, дающий право заниматься юридической деятельностью. После обязательной двухгодичной стажировки в Юридическом институте исследований и подготовки Но Му Хён восемь месяцев проработал судьёй в городе Тэджон, а в 1978 году открыл собственную адвокатскую контору.
В 1985 году стал одним из лидеров организации «Пусанский демократический гражданский совет». В 1987 году избран председателем исполкома пусанского отделения «Гражданского движения за принятие демократической конституции». В 1987 году подвергся аресту и был временно лишён адвокатской лицензии. С 1988 года Но Му Хён — депутат парламента от Демократической партии национального объединения («Тхониль минчжудан»).
Получил известность благодаря речи на парламентских слушаниях по делу о коррупции Чон Ду Хвана. В 1990 году сложил с себя депутатские полномочия, протестуя против действий Объединённой партии, чьи представители составляли парламентское большинство. С 1991 года — лидер Объединённой демократической партии.
Не прошёл в парламент на выборах 1992, 1996 и 2000. Проиграл на выборах мэра Пусана в 1995 году. Однако победил и стал членом парламента в 1998 году. В 2000—2001 годах — министр морского хозяйства и рыболовства.
Победил на выборах президента Южной Кореи в 2002 и в 2003 году вступил в должность президента. Обещал избирателям вести политику сближения с КНДР, перенести столицу в Тэджон, где он работал судьёй, заменить шестидневную рабочую неделю на пятидневную.
Продолжил сближение с США и Японией, много внимания уделял сотрудничеству со странами Азиатского региона. При Но Му Хёне наблюдался экономический рост и развитие экономики Южной Кореи.

## Личная жизнь
Был женат, имел сына и дочь. Религиозные предпочтения отсутствовали. Среди главных хобби были походы в горы и боулинг.

## Самоубийство
23 мая 2009 года Но Му Хён, в связи с обвинением в получении 30 тысяч долларов в качестве взятки от текстильной фирмы в Пусане «Taekwang Ind Co., Ltd.» (кор. 태광실업?, 泰光實業?), покончил жизнь самоубийством, прыгнув с Совиного обрыва (кор. 부엉이 바위) на горе Понхвасан (кор. 봉화산?, 烽火山?), которая находится в его родной деревне Понха (кор. 봉하) (в городе Кимхэ). Факт самоубийства был подтверждён полицией, нашедшей предсмертную записку политика на его компьютере.

Свой поступок экс-президент Республики Корея объяснил в предсмертной записке, частично процитированной южнокорейскими СМИ: 
...Я переживаю тяжёлые времена. Я усложнил жизнь слишком многим людям...

## Награды
- Athir Национального ордена Заслуг (Алжир, 11 марта 2006)[8]